# Gerngross (warenhuis)
Gerngross is een voormalig warenhuis in Wenen aan de Mariahilfer Straße 42–48 in het 7e arrondissement, de Weense wijk Neubau. Anno 2023 wordt het als een winkelcentrum geëxploiteerd door Gerngross Kaufhaus AG.

## Geschiedenis
Op 26 september 1879 richtte Alfred Abraham Gerngroß (1844–1908), afkomstig uit Forth bij Neurenberg, samen met zijn jongere broer Hugo (1857–1929) een stoffenwinkel aan de Mariahilfer Straße 48 op de hoek met de Kirchengasse. Hij had het vak geleerd bij Herzmansky. Na een korte periode van concurrentie met zijn voormalige werkgever August Herzmansky probeerden de twee bedrijven samen te werken, maar omdat dit geen succes was werd de samenwerking in 1881 beëindigd. Dankzij het daaropvolgende succes kon het bedrijf in de loop van de tijd 13 aangrenzende panden verwerven. In 1883 werd het bedrijf omgevormd tot een vennootschap en groeide de winkel uit tot het grootste warenhuis van Wenen en vervolgens tot het grootste warenhuis van de Oostenrijk-Hongarije.
Van 1902 tot 1904 werd een nieuwe betonnen skeletconstructie van vijf verdiepingen aan de Mariahilfer Straße gebouwd, naar een ontwerp van Ferdinand Fellner en Hermann Helmer  De buitengevel was een ontwerp van Fellners zoon Ferdinand III. Het gebouw bevatte vijf liften en een roltrap. Na de dood van Alfred Gerngroß werd het bedrijf overgenomen door zijn zonen Albert (1874–1972), Robert (1876–1942) en Paul (1880–1954) en op 22 december 1911 omgevormd tot een naamloze vennootschap, handelend onder de naam A. Gerngross A.=G. Op zijn hoogtepunt telde het warenhuis ongeveer 1.600 medewerkers. In 1926 werd het gebouw voorzien van een lichttoren.
Al aan het begin van de jaren 1930 werd het warenhuis blootgesteld aan politiek gemotiveerde aanvallen van de nationaalsocialisten. Een aanval vlak voor Kerstmis 1932 trok bijzondere aandacht. Nationaalsocialisten drongen op 'Goldenen Sonntag' 18 december 1932 het drukke warenhuis binnen en gooiden traangas en stinkbommen, wat massale paniek veroorzaakte onder het winkelend publiek, met talloze gewonden tot gevolg.
Na de annexatie in 1938 moest de familie Gerngroß vluchten en emigreerden naar Montevideo. Het warenhuis werd geariseerd. De naam wijzigde in Kaufhaus der Wiener – Ludwig & Co. Aan het einde van de Tweede Wereldoorlog werd het warenhuis zwaar beschadigd en geplunderd, maar al snel weer opgebouwd. In 1947 keerde Paul Gerngroß terug naar Wenen en kon in het kader van een restitutieprocedure de leiding weer overnemen. Na zijn dood in 1954 verkocht de familie Gerngroß de aandelen in 1957 aan de Hertie Group. In 1965 werd Gerngross overgenomen door het Luxemburgse bedrijf General Shopping. Als gevolg hiervan opende Gerngross nog meer vestigingen in Wenen (bijvoorbeeld in Floridsdorf Am Spitz) en in andere Oostenrijkse steden, zoals in Klagenfurt.
In 1978 ontving het bedrijf de staatsonderscheiding en mag sindsdien het Wapen van Oostenrijk gebruiken in het zakelijk verkeer.
Een deel van het hoofdgebouw werd op 14 december 1966 vervangen door een nieuw gebouw van Adolf Wölzl. Op 7 februari 1979 brak tijdens renovatiewerkzaamheden een grote brand uit bij laswerkzaamheden aan het verwijderen van een roltrap, waardoor het gebouw vrijwel volledig werd verwoest.  Grote delen van het pand moesten worden gesloopt. Het nieuwe gebouw van architect Georg Frankl werd op 18 maart 1980 geopend. Een groot aantal klachten over bouwlawaai 's nachts leidde in 1981 tot een verbod op nachtelijke werkzaamheden.
Op de 1e In januari 1984 nam de coöperatieve onderneming Konsum Österreich,  Gerngross en Herzmansky over. Nadat Konsum in 1995 failliet ging, werd het bedrijf Gerngross in 1996 verkocht aan een consortium van Palmers (75 %) en Hans Schmid (de oprichter van reclamebureau GGK, 25 %) die het warenhuis in 1997 lieten ombouwen tot Gerngross CityCenter. Op 27 februari 1997 werd Gerngross als een winkel met shop-in-the-shops heropend. De winkel heeft een verkoopvloeroppervlakte van 30.000 m2 verdeeld over zeven verkoopetages. Het warenhuis bevat nu 16 roltrappen en een glazen koepel. Omdat het gehoopte zakelijke succes uitbleef, werd het pand op 1 januari 2004 verkocht aan Deka Immobilien Investment GmbH voor 112,3 miljoen euro.
Op 2 december 2005 meldde het WirtschaftsBlatt dat S Immo het meerderheidsbelang in Gerngross Kaufhaus AG, waartoe ook de Steffl - en de voormalige Herzmansky -warenhuizen behoren, had overgenomen van de Palmers Group.  Dit was verkeerde informatie, aangezien het pand nog steeds eigendom was van Deka Immobilien Investment GmbH.
In 2005 besloot de eigenaar een algemene renovatie uit te voeren en tegelijkertijd het huis te herstructureren en kondigde hij een architectuurwedstrijd aan, die gewonnen werd door het bureau LOVE architecture and urbanism uit Graz. Op 11 januari 2010 begon de renovatie terwijl het winkel open bleef. Het totale investeringsvolume bedroeg zo'n € 40 miljoen. Sinds 21 oktober 2010 presenteert Gerngross zichzelf met een nieuw design, nieuwe architectuur en nieuwe merken.

## Fotogalerij

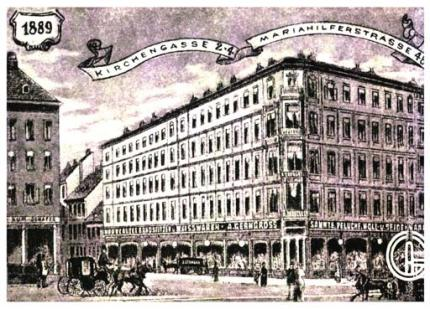
Uitzicht op de hoek van Mariahilfer Straße en Kirchengasse (1889)
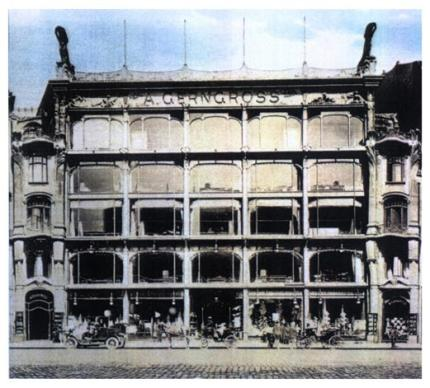
De aanbouw aan de Mariahilfer Straße inArt Nouveau(1904)
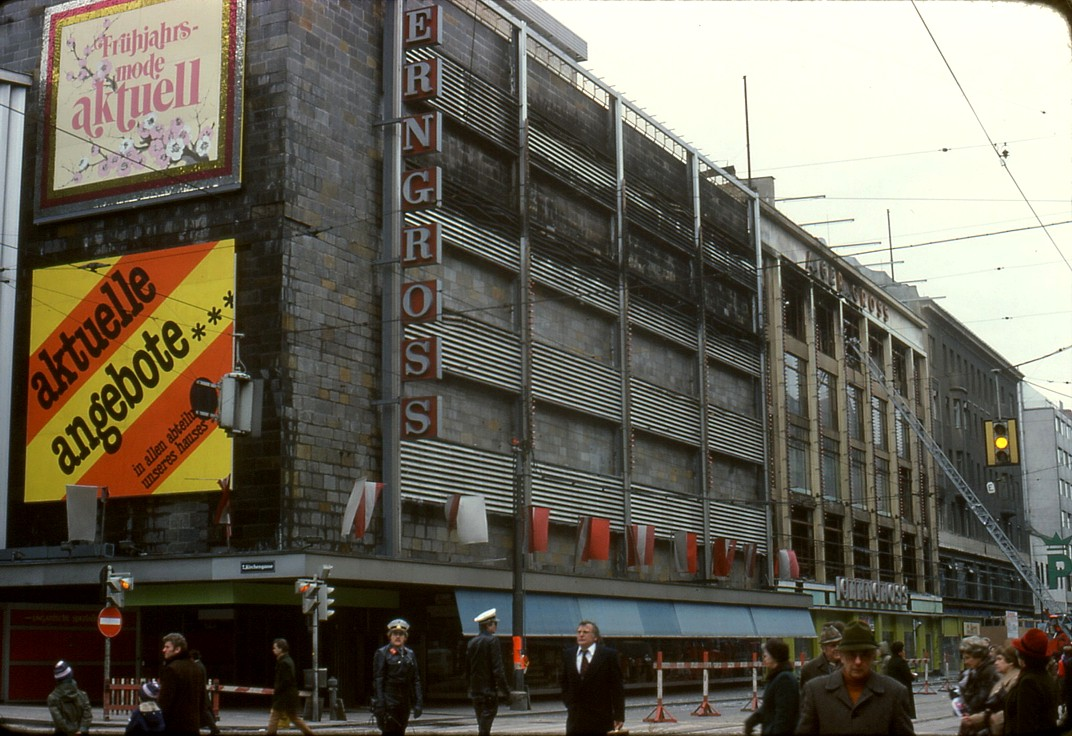
Het warenhuis na de brand van 7 februari 1979.
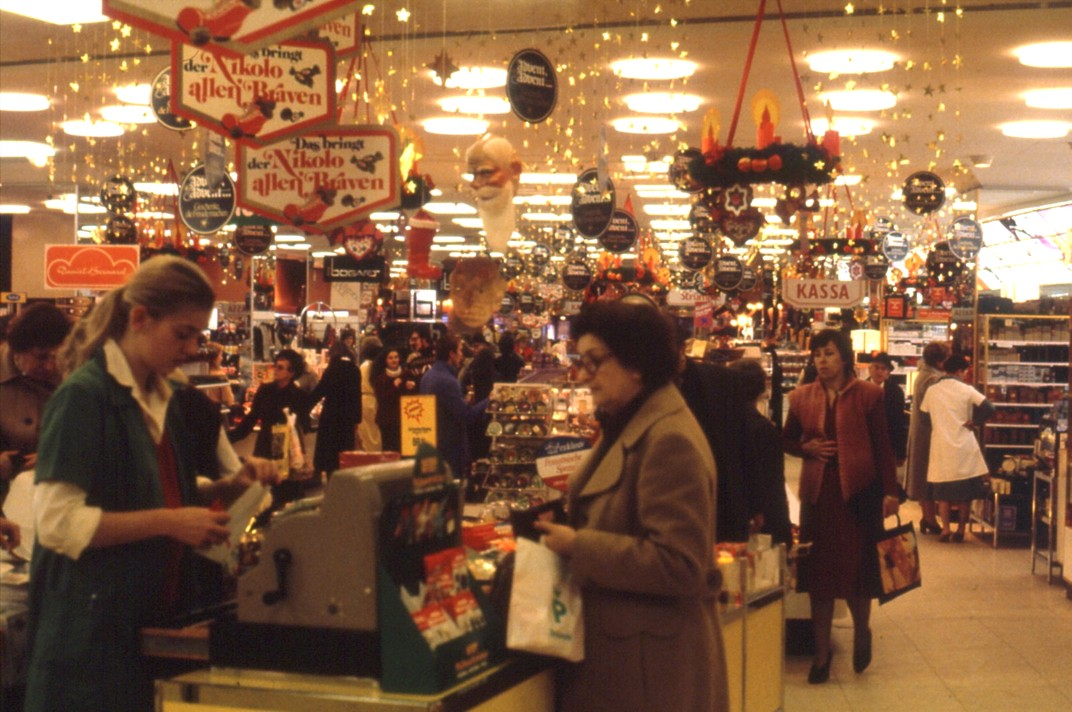
Kerstinkopen waren  in december 1979 weer mogelijk, met beperkingen.